# Harrison Newey
Harrison Newey (25 juli 1998) is een Brits autocoureur. Hij is de zoon van Adrian Newey, ontwerper van diverse succesvolle Formule 1-auto's. 

## Carrière
Newey begon zijn autosportcarrière in het karting in 2009, waar hij tot 2014 actief bleef. Aan het eind van dat jaar maakte hij zijn debuut in het formuleracing tijdens het laatste raceweekend van het Franse Formule 4-kampioenschap op het Circuit Paul Ricard, waar hij in de laatste race twee punten scoorde met een negende plaats. Enkele weken later reed hij ook in het winterkampioenschap van de BRDC Formule 4 voor HHC Motorsport tijdens het raceweekend op het Snetterton Motor Racing Circuit, waarin een vierde plaats zijn beste resultaat was.
In 2015 maakte Newey zijn fulltime debuut in het formuleracing en reed een dubbel programma, waarbij naast zijn activiteiten in het hoofdkampioenschap van de BRDC Formule 4 voor HHC ook in geselecteerde raceweekenden uitkwam in het ADAC Formule 4-kampioenschap voor Van Amersfoort Racing. In het ADAC-kampioenschap eindigde hij als zestiende in de eindstand met een vijfde plaats op Spa-Francorchamps als beste resultaat. In het BRDC-kampioenschap won hij twee races op Donington Park en Brands Hatch en stond hij nog tien keer op het podium, waardoor hij achter zijn teamgenoot Will Palmer als tweede in het kampioenschap eindigde.
In de winter van 2015-2016 neemt Newey deel aan de MRF Challenge in India. Daarnaast maakt hij in 2016 zijn Formule 3-debuut in het Europees Formule 3-kampioenschap, waarin hij blijft rijden voor Van Amersfoort Racing.